# Lưu quý phi (Tống Huy Tông)
Minh Đạt Hoàng hậu (chữ Hán: 明達皇后; 1086 - 1113), hay Tống Huy Tông Lưu Quý phi (宋徽宗劉貴妃), là một phi tần rất được sủng ái của Tống Huy Tông Triệu Cát.
Dưới thời nhà Tống, bà là một trong 5 vị phi tần bên cạnh Chương Huệ Hoàng hậu của Tống Chân Tông, Trương Hoàng hậu và Ôn Thành Hoàng hậu của Tống Nhân Tông, Minh Tiết Hoàng hậu của Tống Huy Tông được truy phong Hoàng hậu, dù tất cả đều chưa từng làm chính thất hay Hoàng hậu khi còn sống, cũng không sinh ra Hoàng đế kế vị. Ngoài ra, bà cùng Ôn Thành Hoàng hậu, Minh Tiết Hoàng hậu là ba phi tần duy nhất được hạ táng bằng lễ của Hoàng hậu dù đương kim Hoàng hậu vẫn còn sống và đang tại vị.

## Tiểu sử
Lưu Quý phi có lai lịch rất bí ẩn, chỉ biết cha bà tên Lưu Ngạn Thanh (劉彦清), không rõ quê quán ở đâu.
Năm Nguyên Phù thứ 3 (1100), do có nhan sắc mà bà được tuyển chọn vào cung hầu hạ, làm vị Ngự thị (御侍), sau được Tống Huy Tông sủng hạnh. Năm Sùng Ninh nguyên niên (1102), tháng 12, tiến Thọ An Quận quân (壽安郡君). Năm thứ 2 (1103), tháng 3, tiến Tài nhân. Năm thứ 3 (1104), tháng 7, lại thăng làm Mỹ nhân. Năm thứ 4 (1105), tháng 4, thụ tiến phong Tiệp dư. Năm Đại Quan nguyên niên (1107), tháng 2, thụ tấn Uyển dung (婉容), sang tháng 9 lại thăng Uyển nghi (婉儀), là hàng Tòng nhất phẩm. Năm thứ 2 (1108), tháng giêng, thụ Đức phi (德妃), tháng 2 liền cải làm Thục phi (淑妃).
Năm Đại Quang thứ 3 (1109), tháng 4, Lưu Thục phi chính thức được thụ tấn Quý phi (貴妃), khi ấy địa vị chỉ dưới Trịnh Hoàng hậu. Bà hạ sinh 3 Hoàng tử và 3 Hoàng nữ.
Năm Chính Hòa thứ 3 (1113), mùa thu, ngày 22 tháng 7 (âm lịch), Lưu Quý phi tạ thế, khi 27 tuổi.
Trước đó, Lưu Quý phi từng trồng một cây chuối trong vườn viện, nói:"Thật tiếc, ta có thể không kịp trông thấy thứ này lớn lên", quả nhiên thành thật. Khi bệnh bà trở nặng, người hầu cấp tốc đến báo cho Huy Tông biết, nhưng khi ấy Huy Tông đang bận vui chuyện khác nên không vội vàng. Đến khi Lưu phi đột nhiên hoăng, Huy Tông ân hận nên vô cùng đau xót, bi thương. Được nội đình kiến nghị, Huy Tông đặc biệt ban cho 4 chữ thụy hiệu là Minh Đạt Ý Văn (明達懿文).
Sang tháng 9, lấy Ôn Thành Hoàng hậu của Tống Nhân Tông làm tiền lệ, Huy Tông truy tặng Lưu Quý phi tước vị Hoàng hậu, thụy hiệu lấy hai chữ ["Minh Đạt"] đã cho, nên gọi là Minh Đạt Hoàng hậu (明達皇后). Tuy khi này Trịnh hoàng hậu vẫn còn sống và đang tại vị, Hoàng hậu cũng không phản đối, còn đề nghị Huy Tông làm lễ gia ân thêm do Lưu thị có công sinh dục hoàng tử.

## Hậu duệ
Lưu Quý phi sinh hạ cho Tống Huy Tông 3 Hoàng tử và 3 Hoàng nữ bao gồm:
1. Triệu Vực [趙棫; 1107 - 1137], con trai thứ 8 của Tống Huy Tông.
Sinh năm Đại Quan nguyên niên, tháng giêng. Sang tháng 5, ban ngự danh, tiến phong Hoành Hải Quân Tiết độ sứ, kiêm Kiểm giáo Thái úy (檢校太尉), tước Dương Quốc công (楊國公). Năm Đại Quan thứ 2 (1108), cải phong Tiết độ sứ của Hoài Nam Quân, gia thêm Khai phủ nghi đồng tam ty (開府儀同三司), cải tước Tế Dương quận vương (濟陽郡王). Khi mất, thụy hiệu ["Ích vương"; 益王].
2. Mậu Đức Đế cơ [茂德帝姬; 1106 - 1128], húy Phúc Kim (福金), con gái thứ 4 của Tống Huy Tông.
Sơ phong Diên Khánh công chúa (延慶公主), người được xem là đẹp nhất trong các con gái của Tống Huy Tông. Khi Huy Tông cải chế độ Công chúa thành Đế cơ, công chúa trở thành [Mậu Đức Đế cơ]. Năm Trọng Hòa nguyên niên (1118), tháng 11, khi 13 tuổi, công chúa hạ giá lấy con trai thứ 5 của Sái Kinh là Tuyên Hòa điện Đãi chế Sái Diêu (蔡鞗), sinh một con trai tên Sái Du (蔡愉). Sự biến Tĩnh Khang, Sái Kinh bị xem là quốc tặc nên chém đầu, cả nhà bị giết, riêng Sái Diêu do là Phò mã nên được giữ lại. Khi quân Kim tràn vào, công chúa bị Hoàng nhị tử nước Kim là Hoàn Nhan Tông Vọng chuốc say rồi cưỡng bức. Sau khi Hoàn Nhan Tông Vọng chết, Đế cơ liền bị một người cháu của Kim Thái Tông tên Hoàn Nhan Hi Doãn (完颜希尹) chiếm đoạt, chết tại trại của Hi Doãn.
3. An Thục Đế cơ [安淑帝姬; 1105 - 1109], con gái thứ 8 của Tống Huy Tông.
Sơ phong An Khánh công chúa (安慶公主), năm Đại Quan thứ 2 (1108) cải thành Long Phúc công chúa (隆福公主). Mất sớm, tặng Thục Quốc công chúa (蜀國公主), về sau cải phong Đế cơ vị hiệu.
4. Triệu Mô [趙模; 1107 - 1138], con trai thứ 11 của Tống Huy Tông.
Sinh năm Đại Quan nguyên niên, tháng 12. Sang năm sau (1108), ban ngự danh, tiến phong Vũ Thắng Quân Tiết độ sứ, Kiểm giáo Thái úy, thụ tước Trấn Quốc công (鎮國公). Năm Chính Hòa thứ 3 (1113), cải Tiết độ sứ của Hoài Nam Quân, gia thêm Khai phủ nghi đồng tam ty, tước Nhạc An quận vương (樂安郡王). Năm thứ 3 (1121), tiến phong Kỳ vương (祁王). Mất vào năm Thiệu Hưng thứ 8, ngày 13 tháng 8 (âm lịch) ở Ngũ Quốc Thành.
5. Tuân Đức Đế cơ [洵德帝姬], húy Phú Kim (富金), con gái thứ 14 của Tống Huy Tông.
Sinh năm Đại Quan thứ 9 (1109), sơ phong Diễn Phúc công chúa (衍福公主), khi nhận tôn hiệu Đế cơ thì cải thành [Tuân Đức Đế cơ]. Năm Tuyên Hòa thứ 6 (1124), tháng 11, hạ giá lấy Điền Phi (田丕). Sự biến Tĩnh Khang, Đế cơ bị chú ý bởi Trân Châu đại vương Hoàn Nhan Thiết Dã Mã (完颜设也马), con trai của Tướng quốc nước Kim là Hoàn Nhan Tông Hàn. Trong khi Tống Huy Tông kịch liệt phản đối, Hoàn Nhan Thiết Dã Mã vẫn kịch liệt muốn cưới Đế cơ, cuối cùng xin Kim Thái Tông chủ ý ban làm thiếp thất.
6. Triệu Trăn [趙榛; 1111 - 1139], con trai thứ 18 của Tống Huy Tông.
Sinh năm Chính Hòa nguyên niên, tháng 8. Sang tháng 11 ban ngự danh, tiến phong Kiến Hùng Quân Tiết độ sứ, Kiểm giáo Thái úy, thụ tước Phúc Quốc công (福國公). Năm Tuyên Hòa thứ 7 (1125), cải phong An Viễn Quân Tiết độ sứ, gia thêm Khai phủ nghi đồng tam ty, cải tước Bình Dương quận vương (平陽郡王). Năm Tĩnh Khang nguyên niên (1126), tiến phong Tín vương (信王). Ông cùng với Tống Cao Tông là 2 hậu duệ nam giới cuối cùng thuộc dòng Tống Thái Tông còn sống sót và thoát được sự truy bắt của người Kim sau sự biến Tĩnh Khang. Mất năm Thiên Xuân thứ 2 (niên hiệu của Kim Hi Tông), ngày 19 tháng 6 (âm lịch) ở Ngũ Quốc Thành.